# Сингулярний Всесвіт і реальність часу
Сингулярний Всесвіт і реальність часу: Пропозиція в натурфілософії (англ. The Singular Universe and the Reality of Time: A Proposal in Natural Philosophy) — книга про космологію, філософію часу, метафізику та науковий натуралізм, написана американським фізиком-теоретиком Лі Смоліном і бразильським філософом Робертою Мангабейрою Унгером. Книга була вперше опублікована Cambridge University Press 8 грудня 2014 року.

## Зміст
Книга обговорює низку філософських і фізичних ідей про справжню роль часу у Всесвіті. Текст поділений на дві половини, першу написав Унгер, а другу — Смолін, обидві по-різному розвивають ті самі теми, причому Смолін більше зосереджений на фізиці.
Автори стверджують, що нинішня криза в космології є результатом того, що фізики взяли неправильні зобов'язання щодо універсалізації локальних експериментів і блокового Всесвіту. Автори наполягають на існуванні лише одного Всесвіту, реальності нашого відчуття часу й тому, що закони природи не можуть бути незмінними.

## Відгуки
Ґардіан пише, що «це велика й складна праця, важча для читання, ніж останні твори кожного з авторів окремо»: Унгер тут обговорює, серед іншого, глобальність, незворотність й безперервність часу та протоонтологічні припущення, а Смоліним — дилеми метазакону, лінійно-циклічні моделі, розгалужені моделі та розгалужено-циклічні космології, космологічний природний добір, плюралістичні космологічні сценарії, принцип прецеденту.
Пітер Войт вважає, що «частина, написана Унгером, дається доволі важко і не приносить великого задоволення», а міркування Смоліна про математику «мало хто з математиків упізнав би».